# Lijst van lokale omroepen in West-Vlaanderen
| Gemeente     | Organisatie                                                               | Naam                               | Opgeheven |
| ------------ | ------------------------------------------------------------------------- | ---------------------------------- | --------- |
| Avelgem      | VZW Antares                                                               | Media                              | -         |
| Blankenberge | VZW Radio Info Blankenberge                                               | Radio Maria Blankenberge           | -         |
| Brugge       | VZW Edison Radio Omroep                                                   | Vrije Brugse Radio-Omroep (VBRO)   | -         |
| Brugge       | VZW Info Radio Brugge                                                     | Radio Maria Brugge                 | -         |
| Brugge       | VZW Stadsomroep Brugge                                                    | FamilyRadio Brugge                 | -         |
| Brugge       | VZW Socio-Culturele Organisatie voor Brugse Informatie en Animatie: VINYL | ClubFM Brugge                      | -         |
| Brugge       | VZW Radio Breydel                                                         | VBRO 2                             | -         |
| Brugge       | VZW D.A.B.R.O.                                                            | Radio Exclusief                    | -         |
| De Haan      | VZW Kustradio De Haan                                                     | Minerva aan zee                    | -         |
| De Panne     | VZW Kanaal K                                                              | Costa FM                           | -         |
| Deerlijk     | VZW Solidar                                                               | Gaveromroep                        | -         |
| Diksmuide    | VZW Radio Frontaal                                                        | Frontaal                           | -         |
| Diksmuide    | VZW Radio West                                                            | ClubFM Diksmuide                   | -         |
| Egem         | VZW Nieuwsradio                                                           | 94                                 | -         |
| Egem         | VZW Radio Sympathiek                                                      | ClubFM West-Vlaanderen             | -         |
| Hooglede     | VZW Vrije Radio Omroep                                                    | FamilyRadio Hooglede/Roeselare     | -         |
| Ichtegem     | VZW KOMPAS                                                                | Extra Gold 105.8                   | -         |
| Ieper        | VZW Radio Vrie                                                            | ClubFM Ieper                       | -         |
| Ieper        | VZW Radio Cieper                                                          | Topradio Ieper                     | -         |
| Izegem       | VZW Radio FM GOLD                                                         | FM Gold                            | -         |
| Izegem       | VZW Radio 2000 Exclusief                                                  | IRO                                | -         |
| Knokke-Heist | VZW Reformat                                                              | Paradijs                           | -         |
| Knokke-Heist | VZW Dynamisch Knokke Heist                                                | RGR FM Knokke-Oostkust             | -         |
| Knokke-Heist | VZW Magic FM                                                              | ClubFM Oostkust                    | -         |
| Koksijde     | VZW Westhoek Radio                                                        | Westpoint                          | -         |
| Kortemark    | VZW Enjoy FM                                                              | FamilyRadio Midden West-Vlaanderen | -         |
| Kortrijk     | VZW Radio Gemini                                                          | Gemini                             | -         |
| Kortrijk     | VZW Stadsradio Metropolis                                                 | ClubFM Kortrijk                    | -         |
| Kortrijk     | VZW Wevelgemse Lokale Omroep                                              | VBRO Kortrijk                      | -         |
| Kortrijk     | VZW Intercity                                                             | Intercity                          | -         |
| Kortrijk     | VZW Radio Zelfstandig Harelbeke                                           | Radio Maria Zuid West-Vlaanderen   | -         |
| Kuurne       | VZW Kuurnse Lokale Omroep                                                 | FamilyRadio Kuurne-Kortrijk        | -         |
| Leffinge     | Radio Melinda                                                             | Radio Melinda                      | -         |
| Oostende     | VZW MICRO                                                                 | FM Kust                            | -         |
| Oostende     | VZW 't Vissertje                                                          | 't Vissertje                       | -         |
| Oostende     | VZW Radio Noordzee                                                        | Noordzee                           | -         |
| Oostende     | VZW Radio Activity                                                        | ClubFM Oostende                    | -         |
| Oostende     | VZW Galaxy                                                                | Middenkust Oostende                | -         |
| Oostende     | VZW Seaside Radio                                                         | Radio Maria Oostende               | -         |
| Menen        | VZW Lokale Klankomroep Pallieter                                          | Pallieter                          | -         |
| Meulebeke    | VZW Radio Amerika                                                         | FM Gold                            | -         |
| Middelkerke  | VZW Radio Melinda                                                         | Melinda                            | -         |
| Nieuwpoort   | VZW Horizon                                                               | Beach                              | -         |
| Nieuwpoort   | VZW Nieuws voor de Kust FM                                                | Nieuws voor de Kust FM             | -         |
| Oostkamp     | VZW Brugge Music                                                          | Alive                              | -         |
| Oostkamp     | VZW Oostkamp FM                                                           | ClubFM Oostkamp                    | -         |
| Oostkamp     | VZW Verrassene Media Initiatieven                                         | RGR FM Oostkamp                    | -         |
| Poperinge    | VZW Hoppestad FM                                                          | Hoppestad FM                       | -         |
| Roeselare    | VZW Alpine, Regionale Omroepstichting                                     | Alpine                             | -         |
| Staden       | VZW Crazy FM                                                              | Topradio Staden                    | -         |
| Tielt        | VZW Radio Molenland                                                       | Molenland FM                       | -         |
| Tielt        | VZW Radio Caraad                                                          | Caraad                             | -         |
| Torhout      | VZW Polderradio                                                           | Extragold Torhout                  | -         |
| Torhout      | VZW Info FM                                                               | IRO Torhout                        | -         |
| Torhout      | VZW VRT Houtlandradio                                                     | VRT Radio Torhout                  | -         |
| Waregem      | VZW Lokale Radio Trend                                                    | Radio Waregem                      | -         |
| Wielsbeke    | VZW Fiasco                                                                | ClubFM Wielsbeke/Waregem           | -         |
| Zonnebeke    | VZW Radio Relax                                                           | I.R.O. 105.0 FM                    | -         |
| Zwevegem     | VZW Radio Europe                                                          | Happy FM                           | -         |